# Sedzawka
Sedzawka (ukr. Седзавка, ros. Седзавка) – przystanek kolejowy w miejscowości Łanczyn, w rejonie nadwórniańskim, w obwodzie iwanofrankiwskim, na Ukrainie. Położony jest na linii Kołomyja – Delatyn.
Obecnie przystanek jest nieczynny.